# Mechraa Houari Boumedienne
Mechraa Houari Boumedienne (în arabă مشرع ھوارى بومدين) este o comună din provincia Béchar, Algeria.
Populația comunei este de 3.088 de locuitori (2009).